# Ретельское сражение
Ретельское сражение (фр. bataille de Rethel) — битва, состоявшаяся в Шампани у деревень Сомпи, Семид и Сент-Этьен-а-Арн 15 декабря 1650 между королевскими войсками маршала дю Плесси-Пралена и армией фрондёров и испанцев во главе с виконтом де Тюренном.

## Тюренн и Фронда
По окончании Тридцатилетней войны и с началом Парламентской Фронды маршал Тюренн оказался в лагере противников королевского двора и кардинала Мазарини. Старший брат виконта герцог Буйонский принадлежал к высшей аристократии, считался иностранным принцем и уже долгое время находился в оппозиции. Он участвовал в заговоре Сен-Мара, был арестован по приказу кардинала Ришельё и избежал казни лишь благодаря своей жене, Элеоноре Катарине ван ден Берг, пригрозившей французскому правительству впустить в Седанское княжество испанские войска.
С началом Фронды герцог примкнул к недовольным. Тюренн, вернувшийся с армией из Германии, в письмах к королеве Анне Австрийской и кардиналу осуждал действия своего брата и заверял двор в лояльности, но Мазарини относился к маршалу с подозрением и при помощи интриг пытался подорвать его авторитет в войсках. На словах кардинал выказывал к Тюренну свое расположение и обещал выдать за него свою племянницу, и при этом готовил арест военачальника и направил тайных агентов к командиру корпуса веймарских наемников барону Эрлаху, убеждая того выйти из подчинения командующему.
Возмущенный двуличностью кардинала, Тюренн решил предпочесть семейные интересы государственным и примкнул к Фронде принцев, чему также способствовало его увлечение герцогиней де Лонгвиль, известной авантюристкой и заговорщицей. В январе 1649 года кардинал направил маршалу письмо, в котором убеждал его и герцога Буйонского вернуться на сторону двора, обещая признать их права на Седан. Ничего не добившись, Мазарини назначил нового командующего Рейнской армии, прислав с ним 800 тысяч ливров жалования. Тюренн планировал выступить в Шампань и заставить двор вернуться в Париж, находившийся под контролем Парламента, но, получив деньги, половина армии отказалась ему подчиняться. С оставшимися людьми и 15—20 друзьями виконт ушел на территорию Габсбургских Нидерландов и вернулся только после подписания Рюэйского мира между двором и парламентом 11 марта 1649.
В начале 1650 года по приказу королевы лидеры оппозиции принцы Конде и Конти, а также герцоги Бофор и Лонгвиль были заключены в Венсенский замок. Тюренн с герцогиней де Лонгвиль бежали в принадлежавший Конде город Стене на пограничную лотарингскую территорию, где маршал надеялся собрать старую армию Конде и идти освобождать своих союзников. Не получив у французов достаточной поддержки, маршал и герцогиня, безуспешно пытавшаяся поднять восстания в Гавре и Руане, вступили в переговоры со штатгальтером Нидерландов Леопольдом Вильгельмом.
10 апреля 1650 Тюренн заключил договор с испанцами, предоставившими 200 тысяч экю для найма солдат, 300 тысяч на их содержание в течение полугода, и дополнительно 60 тысяч маршалу, герцогине и их сторонникам. Кроме этого штатгальтер обещал дать Тюренну пять тысяч испанских солдат, из которых три тысячи кавалеристов, и снабжать гарнизоны, которые тот разместит в занятых пограничных городах.
Испанцы планировали вторгнуться в Пикардию собственными силами, а виконта послать в Шампань, но Тюренн настоял на совместных операциях с целью овладения пограничными укреплениями, опираясь на которые, рассчитывал взаимодействовать с соратниками, семьей Конде и герцогами Бофором и Ларошфуко, бежавшими из Парижа в Бордо и взявшимися там за оружие.

## Кампания 1650 года
В середине июня 1650 года Тюренн во главе 18 тысяч человек перешел франко-фландрскую границу и показался у Ле-Катле. Город капитулировал после трехдневной осады, после чего виконт осадил Гюиз. Леопольд Вильгельм выступил из Брюсселя и в начале августа пересек Уазу. Тюренн хотел вести эту армию на Париж, но испанские генералы были более осторожны, так как в лагере у Марли собралась королевская армия маршала дю Плесси-Пралена.
Штатгальтер овладел Ретелем, Шато-Порсьеном и Нёшателем, но отказался двигаться дальше. Тюренн с четырёхтысячным отрядом перешел Эну, разбил маркиза д’Окенкура, стоявшего у Фима, взял пятьсот пленных, после чего направился к Суассону, намереваясь пробиться к Венсену, чтобы освободить принцев. Получив сообщение о переводе арестованных в замок Маркуси на Орлеанской дороге, он отказался от своего замысла и присоединился к испанским войскам в Нёшателе. В конце сентября объединённая армия начала осаду Музона, сдавшегося в середине ноября.
Тем временем мятежники из Бордо подписали мирное соглашение с двором, и королева приказала маршалу дю Плесси-Пралену выступить с 16-тысячной армией на отвоевание Ретеля. Город был осажден 9 декабря. Тюренн оставил там 1800 человек под командованием Деллепонти и рассчитывал, что они продержатся до подхода полевой армии, но успешные осадные работы французов вынудили гарнизон 13-го вступить в переговоры. Деллепонти пытался их затянуть, чтобы дождаться помощи от Тюренна, но дю Плесси-Прален предупредил осажденных, что после следующего пушечного выстрела не будет никакой пощады. Опасаясь расправы, итальянский наемник увел свои войска и утром следующего дня королевская армия вступила в город.
Тюренн после четырёх дней форсированного марша 13-го показался поблизости от Ретеля, сначала в Живри, затем в Бертонкуре. Убедившись в падении Ретеля, он дал передышку войскам и утром 14-го приказал отступать, оставив для прикрытия отряд кроатов. Пройдя четыре больших лье, виконт достиг долины Бурка, местности, где были расположены деревни Шардени, Ванди, Сен-Морель, Семид, Контрёв и Бурк.
Дю Плесси-Прален ожидал атаки противника, так как французские войска занимали невыгодную позицию, имея справа высоту, которую которую Тюренн мог бы использовать для артиллерийского обстрела, поэтому королевская армия всю ночь простояла под ружьем на сильном морозе. Отступление неприятеля стало для маршала неожиданностью. Имея приказ кардинала навязать противнику сражение, либо изгнать его за Маас, дю Плесси-Прален в десять часов утра 14-го бросился в погоню. К ночи его войска прибыли в район Жюнивиля, Биньикура, Виль-сюр-Ретурна и Мениль-Аннеля, примерно в лье от расположения частей Тюренна. В одиннадцать часов вечера маршал выступил из Жюнивиля, переправился через Ретурн, при лунном свете прошел бург Машо и в девять или десять утра 15-го достиг Семида. Тюренн, в свою очередь, покинул долину Бурка, направился к югу и прикрылся ложбиной Семида, надеясь избежать сражения и ускользнуть.
Достигнув района между Машо и Семидом, Прален повернул вправо, надеясь отрезать противнику возможность отступления. Вскоре королевские войска увидели в отдалении строящиеся в боевой порядок на возвышенности части Тюренна. Прален через холмы правого берега добрался до Эденской ложбины, откуда вышел на равнину, двигаясь почти параллельно порядкам противника. Армии разделяла лощина, местами сужавшаяся до расстояния мушкетного выстрела. Маркиз де Вилькье вел кавалерию. Со стороны Ретеля подошел арьергард, продебушировавший долиной через Сент-Этьен-а-Арн в направлении Сомпи.
Быстро отступив в поисках более выгодной оборонительной позиции, способной компенсировать недостаток численности, Тюренн через час фланговым маршем вышел к высотам Бланмон (Бланшан), каменной гряде высотой 50—60 метров, господствовавшей на местности на равном расстоянии между Сент-Этьеном и Сомпи. По дороге к нему присоединилась лотарингская кавалерия. Прален, имевший 15—16 тысяч человек, шел параллельно армии противника, и затем выстроился в боевой порядок напротив нее.

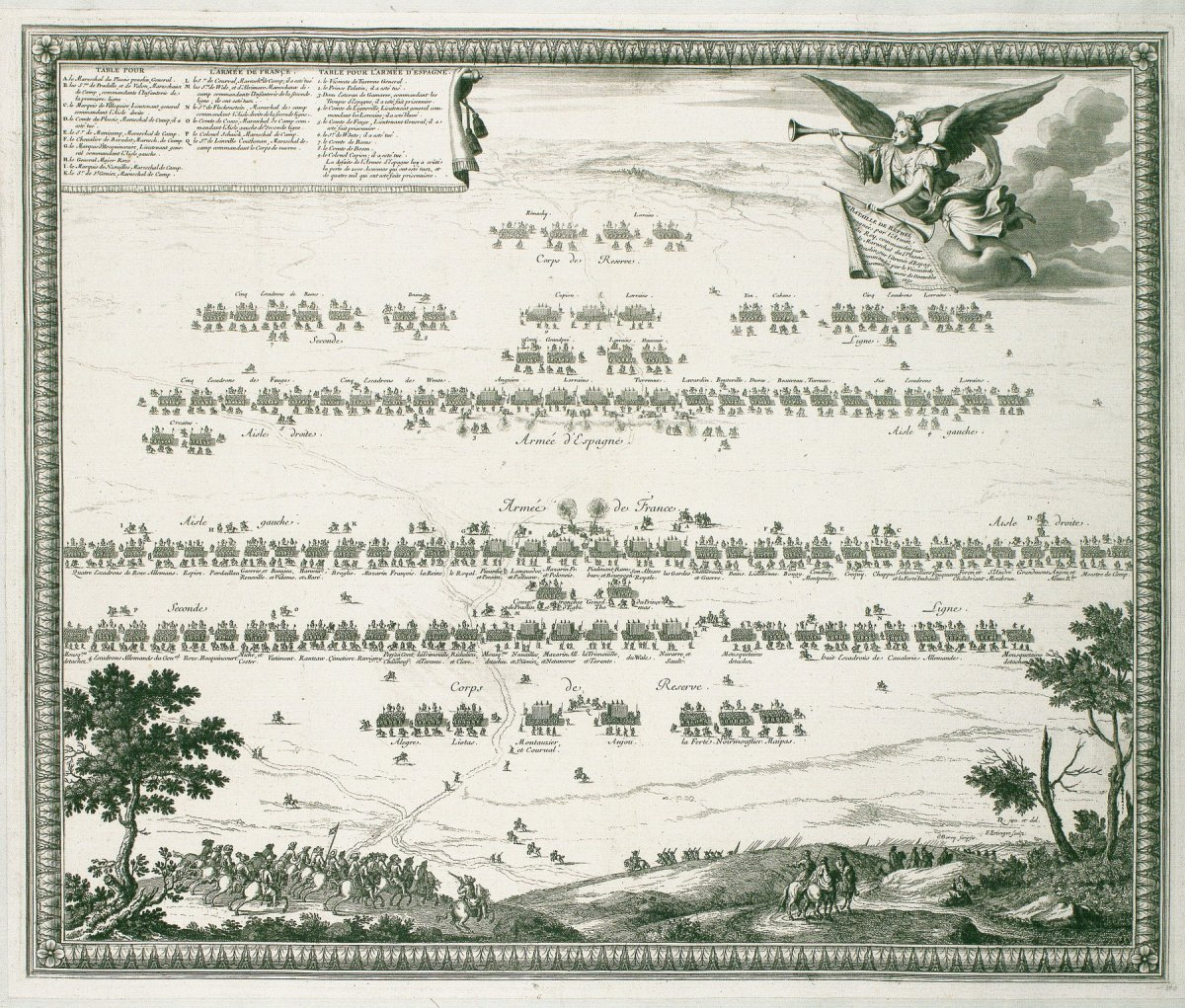
Боевое построение в Ретельском сражении

На обоих флангах французской армии находилась кавалерия. В первой линии правого крыла стояли 15 эскадронов кампмаршалов Вилькье, дю Плесси и Маникана, во второй в качестве поддержки были немецкие части кампмаршала Флекенштейна. На левом крыле в первой линии располагались 10 эскадронов французской кавалерии генерал-лейтенанта маркиза д’Окенкура, поддерживаемые второй линией из 9 немецких эскадронов кампмаршала Иоганна фон Розена.
Каждое кавалерийское крыло имело 500 мушкетеров, разделенных повзводно (один взвод между двумя эскадронами). Центр формировала пехота генерала фон Розена, составившая по две линии справа и слева и резерв в центре. В каждой линии было пять батальонов, между линиями Прален поставил два эскадрона тяжелой кавалерии принца Томаса и французские вольные конные роты маршала Плесси-Пралена, маркиза Пралена и лорда Дигби. Позади второй линии находился резервный корпус из двух батальонов (маркизов Монтозье и Курваля) и двух эскадронов (Лаферте-Мопа и Нуармутье) под командованием кампмаршала д’Энвиля. Четыре небольшие 8-фунтовые пушки были поставлены перед второй линией.
У Тюренна, расположившегося на высотах Бланмона, правое крыло составляли немцы Лафожа, лотарингцы графа де Линьивиля (основная масса конницы) были на левом крыле, а французы маркиза де Дюраса, Бово, Бутвиля и Монтозье возглавляли первую линию его собственного корпуса. Армия виконта превосходила противника в кавалерии, но уступала количеством пехоты. Наскоро сформированное левое крыло составляли 12 эскадронов в первой линии и 8 во второй.

## Сражение
В одиннадцать часов утра Тюренн приказал лотарингцам атаковать правое крыло Пралена. Не ожидавшая этого французская кавалерия сопротивлялась слабо, тогда виконт лично повел в бой всю конницу своего левого крыла. Застигнутый врасплох этой смелой атакой, Прален приказал левому крылу Окенкура использовать свое выдвинутое вперед положение для нанесения удара во фланг наступавшему Тюренну. Кавалерия противника не выдержала этого натиска и немедленно откатилась назад.
Отразив первую атаку, Прален продвинул правый фланг в направлении Сен-Мартен-л’Эрё навстречу противнику, после чего состоялась яростная кавалерийская сшибка. Уступавшие числом, почти все эскадроны первой линии королевской армии были разбиты, несмотря на свое упорное сопротивление. Несколько раз опрокинутые части наскоро перегруппировывались и возвращались в бой, но кавалерия Тюренна прорвала их порядки и правое крыло французов начало отступать. Поредевшие эскадроны встали позади пехотных порядков, и Прален лично занялся их перегруппированием.
Уставшим частям Тюренна не удалось развить успех и они были отброшены контратакой подоспевших восьми эскадронов второй линии Флекенштейна. Видя отступление пехоты Розена, маршал пристыдил его, посоветовав оглянуться, чтобы увидеть, как войска Тюренна также отходят назад. Розен развернулся и принял участие в преследовании испанцев, захватив пленных и попавшийся по дороге обоз.
До этого момента сражение ограничивалось кавалерийским боем первых линий. Собрав отступившие эскадроны, Прален повел их в гущу схватки. Обнаружив район концентрации вражеской кавалерии и пехоты, он приказал наступать части батальонов и эскадронов резерва и послал Вилькье пехоту для закрепления достигнутого успеха. Эскадроны второго крыла королевской армии ещё не вступили в бой, тогда как обе лотарингских линии Тюренна уже были введены в дело.
Окенкур вышел в тыл правому крылу противника и полностью его опрокинул, после чего обратился против левого фланга, продолжавшего бой с правым крылом французов, и разбил его в жестоком кавалерийском бою. Пехота второй французской линии под командованием Флекенштейна на мгновение заколебалась перед вражеской атакой, но затем встретила противника огнем. Испанская кавалерия подошла на расстояние пик, выставленных французскими батальонами, и не смогла их преодолеть. Тюренн встал во главе своей второй линии и повел её в атаку на королевскую пехоту, но не смог прорвать её порядки.
По истечении двух часов боя Прален приказал второй линии поддержать первую и обрушился всеми силами на смешавшиеся и начавшие колебаться части Тюренна. Обойденное с фланга правое крыло противника обратилось в бегство. Часть испанской пехоты спустилась с высот за Брюнеольским шоссе, но была настигнута и полностью истреблена. Оба крыла армии Тюренна были разбиты, остаток его пехоты сложил оружие. Только полк самого Тюренна отказался сдаваться и в одиночку отчаянно атаковал королевскую пехоту, но был изрублен после часового боя. Все его офицеры и солдаты были убиты или взяты в плен. Тюренн, потерявший лошадь, спасся с поля боя с полутора сотнями всадников и бежал в Бар-ле-Дюк.

## Результаты
Победа Плесси-Пралена была полной, но он заплатил за неё гибелью сына, графа д'Отеля, убитого в начале сражения. Все знамёна, цимбалы и штандарты противника (24 пехотных знамени и 80 кавалерийских вымпелов) были захвачены. На поле боя остались 3000 раненых, 1000 или 1200 убитых пехотинцев и 4000 кавалеристов. Побежденные увезли тела своих убитых офицеров. Французы захватили восемь орудий, четыре кареты, запряженные шестерками, и более трехсот повозок с багажом, который Тюренн возил собой на немецкий манер. Было взято 2000 пленных и такое же число разбежалось по окрестностям. Остатки армии Тюренна спаслись в направлении Сен-Мену и Бар-ле-Дюка. Часть беглецов была переловлена крестьянами, многие были захвачены французской кавалерией, не сумев переправиться через Эну, на которой были разрушены мосты. Офицерам едва удалось спасти жизни взятых в плен французов, служивших в армии противника, которых королевские солдаты собирались перебить.
Из четырёх вражеских генералов двое были взяты в плен: Эстебан де Гамарра, командовавший испанской артиллерией, и де Лафож, генерал армий Карла Лотарингского; и двое — графы де Линьивиль и де Турино
— были ранены. Полковник принц Пфальцский был убит. Капитаны, за исключением небольшого числа, погибли или оказались в плену.
Французы потеряли четырёх кампмаршалов, четырёх полковников и нескольких капитанов. Ряд офицеров, среди них два кампмаршала, получили серьёзные ранения, большинство из них кавалеристы, раненые мушкетными и пистолетными пулями.
Ретельское сражение стало второй битвой, проигранной Тюренном, но если при Мергентхайме он потерпел частичное поражение, то в Шампани разгром был полным. Наполеон впоследствии критиковал Тюренна за вступление в бой против более сильного противника, но в действительности у виконта, не сумевшего оторваться от преследования, не было выбора.
Собрав остатки армии, Тюренн встал на зимние квартиры в Монмеди. Зимой положение во Франции снова изменилось: в Париже произошло новое восстание, Мазарини отправился в изгнание в Кельн и была объявлена амнистия, позволившая виконту возвратиться ко двору и вернуть должность маршала.
По случаю победы была отчеканена памятная бронзовая медаль, на аверсе которой была обнаженная голова Людовика XIV и легенда LUDOVICUS. XIII. REX. CHRISTIANISS, а на реверсе богиня Виктория с дротиком и щитом с надписью DE/ HISPA/NIS, попирающая распростертый лицом вниз раздор, держащий в руке дымящий факел, легенда VICTORIA RETELENSIS и дата MDCL.

## Название
Сражение получило название Ретельского, хотя поле боя находилось почти в тридцати километрах к юго-западу от Ретеля. La Gazette Теофраста Ренодо 22 декабря 1650 опубликовала сообщение о нем под заголовком: «Битва, состоявшаяся между бургами Сент-Этьен и Сомпи в Шампани 15 числа этого месяца между французской и испанской армиями». Великая Мадемуазель в своих «Мемуарах» сообщает, что «господин кардинал хотел, чтобы битву называли Ретельской, потому что находился в городе, и могли поверить, что это именно он ее выиграл, хотя она была в десяти лье».
Мазарини в письме Летелье 18 декабря ссылался на желание офицеров; тот ему ответил 22-го: «Очень просто и вполне справедливо дать господину маршалу дю Плесси-Пралену и другим офицерам армии удовлетворение, которого они желают, приказав, чтобы сражение называлось Ретельским».
Маркиз де Монгла в своих «Мемуарах» пишет: «Это сражение, выигранное французами 15 декабря между Буркской долиной и деревнями Смид и Сомсюип, тем не менее, было названо Ретельским, так как было дано из-за этого города, хотя поле боя было от него в четырех или пяти лье».

## Комментарии
1. ↑  Тюренн пишет, что подошедшая лотарингская кавалерия удвоила силы его левого крыла, а противник, полагая, что против него стоит одна лишь конница корпуса Тюренна, в начале боя смог противопоставить лотарингской атаке только три эскадрона. По словам виконта, неприятель не успел ввести только что подошедшую пехоту в интервалы, чем он и решил воспользоваться, атаковав не закончившую построение королевскую армию (Turenne, pp. 155—156). Это объяснение принимают Наполеон и другие авторы